# The Fray (álbum)
The Fray é o segundo álbum de estúdio da banda americana de soft rock chamada The Fray. Este álbum foi lançado em 3 de fevereiro de 2009 nos Estados Unidos pela Epic Records.

## Produção e lançamento
A banda terminou a gravação do seu segundo álbum que leva o nome da banda em julho de 2008 e o lançou em 3 de fevereiro de 2009. O álbum foi produzido por Aaron Johnson e Mike Flynn, os mesmos que produziram o álbum de estreia da banda.
The Fray filmou o video clipe do single de estréia, "You Found Me", em Chicago e foi dirigido por Josh Forbes, e estreou na VH1 em 9 de dezembro de 2008. Em 21 de novembro de 2008 a versão padrão do álbum foi liberada para pré-venda em CD, vinil e versão deluxe. A versão deluxe contém um CD em um Digipack, um DVD bônus, uma caderneta e várias fotos da banda. O deluxe foi posto a venda apenas nos Estados Unidos e versão padrão foi disponibilizada em vários sites não só nos Estados Undios como no Reino Unido e na Austrália. O documentário, intitulado Fair Fight ("Luta Justa"), foi vendido junto com as 300 mil primeiras cópias deste segundo álbum. The Fray estreou seu novo single "You Found Me" em 20 de novembro em meio aos comerciais durante a transmissão da série Grey's Anatomy. Foi apenas um video promicional de um minuto contendo cenas da série da ABC, Lost, e foi posto disponível para download pelo iTunes. A banda então tocou "You Found Me" pela primeira vez ao vivo no American Music Awards de 2008 em 23 de novembro e depois fez um video acústico da mesma música. The Fray também se apresentou no Jimmy Kimmel Live em 17 de dezembro de 2008, e no Good Morning America em janeiro de 2009. A canção "Never Say Never" apareceu em um episódio da série One Tree Hill, The Vampire Diaries e também no final de temporada da série Grey's Anatomy. No domingo, 3 de maio, a canção "Happiness" foi tocada em um episódio "Brothers and Sisters".

## Recepção
No geral, as criticas feitas ao álbum foram bem variadas. A revista Rolling Stone disse que o álbum "não diz nada de novo." A Entertainment Weekly disse que "The Fray é muito blá e falou: melodias pouco desenvolvidas, muito mais triste, e mais do vocal sem graça de Isaac Slade." A Allmusic, que deu ao álbum um bom parecer, disse que "a sonoridade não mudou nada" e que o álbum não tem nenhuma originalidade.
AbsolutePunk deu um parecer bem negativo dizendo "Se serve para alguma coisa, o quinteto de Denver lançou um álbum bem charmoso e apelativo, que valeria apena se não soasse tanto com o seu predecessor… mas isso não significa que seja tão ruim." A revista Uncut deu um parecer positivo falando que o álbum é "não só amigavel, mas também é muito prazeroso." A Billboard deu também um parecer positivo ao álbum.
The Fray estreou nos Estados Unidos como n° 1 na Billboard 200 vendendo 179 mil cópias, mas caiu para a posição #4 na semana seguinte vendendo apenas 75 mil cópias. De acordo com a Soundscan, em janeiro de 2010, o álbum já havia vendido 780,319 cópias nos EUA, recebendo assim a Certificação de Ouro.

## Faixas
Todas as faixas escritas e compostas por The Fray. 
| CD  |                                      |         |  |
| N.º | Título                               | Duração |  |
| 1.  | "Syndicate"                          | 3:31    |  |
| 2.  | "Absolute"                           | 3:47    |  |
| 3.  | "You Found Me"                       | 4:04    |  |
| 4.  | "Say When"                           | 5:02    |  |
| 5.  | "Never Say Never"                    | 4:16    |  |
| 6.  | "Where the Story Ends"               | 3:57    |  |
| 7.  | "Enough for Now"                     | 4:14    |  |
| 8.  | "Ungodly Hour"                       | 5:04    |  |
| 9.  | "We Build Then We Break"             | 3:48    |  |
| 10. | "Happiness"                          | 5:22    |  |
| 11. | "Fair Fight" (Faixa bônus do iTunes) | 2:45    |  |

| Edição Deluxe do iTunes |                                          |         |  |
| N.º                     | Título                                   | Duração |  |
| 1.                      | "Where the Story Ends" (Versão de piano) |         |  |
| 2.                      | "Absolute" (Versão acústica)             |         |  |
| 3.                      | "You Found Me" (Versão acústica)         |         |  |
| 4.                      | "Fair Fight"                             |         |  |
| 5.                      | "Uncertainty"                            |         |  |

| DVD bônus |                            |         |  |
| N.º       | Título                     | Duração |  |
| 1.        | "You Found Me" (Video)     |         |  |
| 2.        | "You Found Me" (Making of) |         |  |
| 3.        | "Making the Album" (Video) |         |  |

| Faixa bonus do iTunes |                                    |         |  |
| N.º                   | Título                             | Duração |  |
| 1.                    | "Enough for Now" (Versão acústica) |         |  |

## Paradas musicais
| País           | Melhor posição | Certificação |
| -------------- | -------------- | ------------ |
| Austrália      | 3              | Ouro         |
| Bélgica        | 59             | -            |
| Canadá         | 2              | Ouro         |
| Irlanda        | 13             | -            |
| Reino Unido    | 8              | Prata        |
| Nova Zelândia  | 19             | -            |
| Estados Unidos | 1              | Ouro         |